# Cherry Valley (Illinois)
Cherry Valley è un villaggio degli Stati Uniti d'America, situato nello Stato dell'Illinois, diviso tra la contea di Winnebago e la contea di Boone.